# Aleksander Usakiewicz
Aleksander Usakiewicz (ur. 19 kwietnia 1943 w Brańsku) – polski polityk, inżynier i samorządowiec, poseł na Sejm I kadencji.

## Życiorys
Ukończył w 1968 studia na Wydziale Budownictwa Lądowego Politechniki Poznańskiej, następnie uzyskał stopień doktora nauk technicznych. Został pracownikiem naukowym na Politechnice Białostockiej. Był członkiem regionalnego Komitetu Obywatelskiego i działaczem „Solidarności”.
W pierwszej połowie lat 90. do 1994 pełnił funkcję wicewojewody białostockiego. W latach 1991–1993 był posłem na Sejm I kadencji z listy Wyborczej Akcji Katolickiej. Należał do Zjednoczenia Chrześcijańsko-Narodowego. W latach 1998–2002 zasiadał w sejmiku podlaskim (wybrany został z listy Akcji Wyborczej Solidarność), obejmował też stanowisko wicemarszałka w zarządzie województwa. W 2002 nie startował w wyborach. W 2003 został mianowany prezesem Miejskiego Przedsiębiorstwa Energetyki Cieplnej w Białymstoku. Pełnił tę funkcję do 2007. W 2006 bez powodzenia kandydował do sejmiku z listy Chrześcijańskiego Ruchu Samorządowego. Został też prezesem zarządu stowarzyszenia Start Białystok.